# Sony Ericsson C702
Sony Ericsson C702 är en 3-megapixel kameratelefon med GPS. Den har quad-band GSM med HSDPA-stöd och har 262k TFT-färgskärmen, Stereo Bluetooth, M2 kortplats för minne och FM-radio.